# Glera
Il Glera è un vitigno a bacca bianca, componente base del Prosecco.
Ha tralci color nocciola e produce grappoli grandi e lunghi, con acini giallo-dorati.

## Storia
Già in epoca romana erano note le uve del vitigno Glera, coltivato inizialmente nella località Prosecco di Trieste, sul pendio carsico costeggiante sul mare.
Il Glera è ricordato anche nel 1772, in un articolo del Giornale d'Italia di Francesco Maria Malvolti. 
Sino al 2009 era comunemente denominato "prosecco". Con l'istituzione della DOCG Prosecco di Conegliano-Valdobbiadene e della DOCG Asolo, che necessita di una particolare tutela, è stato adottato in via ufficiale il sinonimo "glera" in modo da non confondere fra loro vitigno e vino. In questo modo, inoltre, è venuta meno l'eventualità di definire un vino "prosecco" solo in base alle uve che lo compongono.

## Produzione

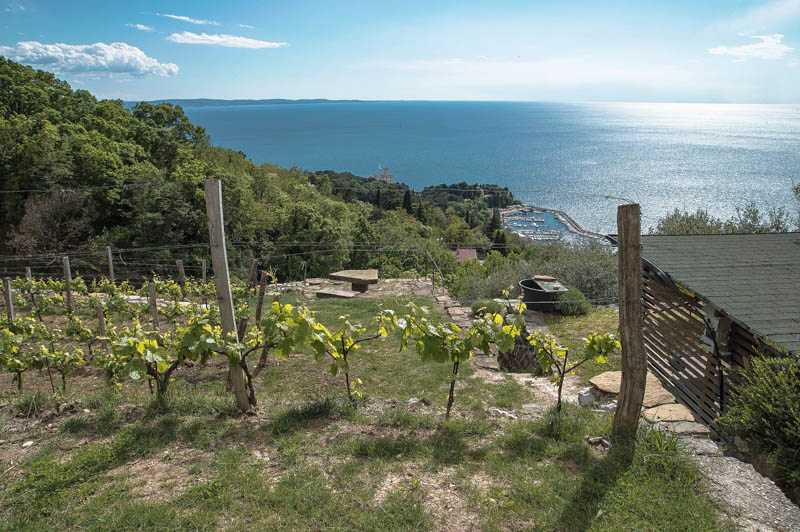
Grignano sotto Contovello - vicino a Prosecco - prime coltivazioni del vitigno

Nella produzione del prosecco il Glera costituisce almeno l'85% delle uve utilizzate. La frazione rimanente può essere rappresentata da Verdiso, Perera, Bianchetta, Pinot e Chardonnay.
I quantitativi massimi di produzione del Glera per il Prosecco sono in ogni caso determinati dal Disciplinare relativo. Secondo il Disciplinare pubblicato in Gazzetta Ufficiale nel 2019 tale quantità non può superare i 135 quintali per ettaro (120 nel caso del Prosecco Superiore di Cartizze).